# گریت فالز (ویرجینیا)
گریت فالز (به انگلیسی: Great Falls) یک منطقهٔ مسکونی در ایالات متحده آمریکا است که در شهرستان فرفکس، ویرجینیا واقع شده‌است. گریت فالز ۱۵٬۴۲۷ نفر جمعیت دارد و ۱۰۴٫۸۵ متر بالاتر از سطح دریا واقع شده‌است.